# Les Indes noires
Pour l'adaptation, voir Les Indes noires (téléfilm).
Les Indes noires est un roman de Jules Verne, publié en 1877.
L'auteur établit dans ce récit un parallèle entre la richesse mythique des Indes, orientales ou occidentales, et la nouvelle richesse des régions industrialisées d'Europe, fondée sur le charbon, au cours de la révolution industrielle. Il oppose également cette nouvelle Écosse industrielle à la vieille Écosse des légendes celtes.

## Historique
L'œuvre est d'abord publiée en feuilleton dans Le Temps du 28 mars au 22 avril 1877, puis en volume le 24 septembre de la même année chez Hetzel.

## Résumé
À la requête de Simon Ford, ancien contremaître des houillères d'Aberfoyle, en Écosse, dont les gisements sont censés être épuisés depuis une dizaine d'années, l'ingénieur James Starr en reprend l'exploitation.
L'intuition des deux hommes s'avère fondée, puisqu'un nouveau filon est découvert, permettant une reprise fructueuse de l'exploitation et entraînant la création d'une véritable « ville » minière sous la surface de la terre : Coal-City. Toutefois, divers phénomènes inexpliqués finissent par se produire et se multiplier, et il devient évident pour les deux hommes qu’un inconnu s’oppose à la reprise de l’exploitation, jusqu'à la découverte, dans une galerie de mine, de Nell, une jeune fille qui semble n'avoir jamais vu la lumière du jour et n'avoir aucune notion de la division du temps en jours et en heures.

## Thèmes
- Le fantastique (avec la chouette harfang et qu’on retrouve dans Le Château des Carpathes) et l’importance du folklore.
- La folie (incarnée par le personnage de Silfax)
- Le rôle du chevalier servant (quand Harry Ford vient au secours de Nell, « l’enfant de l’abîme »)

## Liste des personnages
- James Starr, 55 ans, écossais, ingénieur, ancien directeur des houillères d'Aberfoyle.

- Harry Ford, 25 ans, fils de Simon et Madge Ford. Il a choisi de vivre au fond de la mine avec ses parents.
- Simon Ford, 65 ans, ancien overman[2] dans les houillères. Il n'a jamais quitté la fosse Dochart.
- Madge Ford, épouse de Simon, la « bonne femme », en tout point d'accord avec son mari sur leurs conditions de vie.
- Nell, 15 à 16 ans. Elle a passé toute son enfance dans les entrailles de la terre, en compagnie de son grand-père et du harfang.

- Jack Ryan, 25 ans, ami d'Harry Ford. Piper[3], très superstitieux, son répertoire regorge d'histoires fantastiques.
- Silfax, ancien pénitent[4] des houillères d'Aberfoyle, homme farouche, toujours accompagné d'un harfang, son unique compagnon, et grand-père de Nell.
- Sir W. Elphiston, président de la "Royal Institution", collègue de James Starr.
- Le harfang, oiseau appartenant à Silfax.

## Sources du roman
Les critiques ont dénombré plusieurs pistes pour mettre à jour la genèse des Indes noires. La première, et la plus évidente depuis que le récit en est paru, c'est son voyage avec Aristide Hignard en Angleterre et en Écosse. En effet, pour décrire le cadre du pays où l'action se passe, Jules Verne n'a qu'à puiser dans sa « relation de voyage » qu'il pense ne jamais publier (il y eut pourtant des tentatives auprès du Musée des Familles, et peut-être même d'Hetzel). Dès lors, des pans entiers de ses esquisses se retrouvent dans le roman (la remontée du Forth par James Starr à bord du Prince de Galles ou le chapitre XVIII, au moment de l'excursion de Nell en dehors du monde souterrain). L'Écosse a toujours été une seconde patrie pour Verne, impression sans doute due à l'ascendance maternelle. On en retrouve bien sûr des traces dans Le Rayon vert et, bien auparavant, dans Les Enfants du capitaine Grant. En ce qui concerne la représentation de la vie des mineurs, Verne s'est largement inspiré du livre de Louis Simonin, La Vie souterraine ou les Mines et les Mineurs, paru en 1867, en calquant surtout le vocabulaire minier (grisou, pénitent, lampe Davy, etc.). Il y a même trouvé le titre de son roman. Dans La Vie souterraine (I. Chap.IV), on peut lire : « Les Anglais sont fiers de leurs houillères. Ils les ont appelées les “Indes noires”, Black Indies, pour montrer toute l'importance qu'ils attachent à cette exploitation. » Dans sa Correspondance avec son éditeur Jules Verne cite Louis Simonin : « Pour l'appareil Galibert, je crois qu'il y en a dans Le Monde souterrain de Simonin. Je vais chercher. »
D'ailleurs, Verne n'est pas le seul à avoir été attiré par ce livre. Quelques années plus tard, Émile Zola y trouve un nombre important de détails qui nourriront Germinal. Jacques Noiray pense que l'écrivain a pu trouver l'inspiration de son personnage de Nell dans une nouvelle, L'Ange de la houillère, parue dans le Musée des Familles de décembre 1854 à janvier 1855 et signée d'un certain C. Survilli (orthographié aussi Surmilli), dont personne n'a retrouvé la trace. L'histoire est celle d'une jeune fille de famille bourgeoise mais ruinée qui descend travailler dans la mine pour subvenir aux besoins de son père malade et y rencontre le fils du patron. Enfin, Jules Verne va, de visu, s'imprégner de l'atmosphère de la mine. En effet, le 6 novembre 1876, en compagnie du fils de son éditeur, il rend une visite aux mines d'Anzin. Il écrit quelques jours plus tard : « Hein ! quelle journée celle de lundi dernier ! J'avais envie de ne plus me laver, pour en mieux conserver le charbonneux souvenir. » Zola viendra également se documenter sur place avant de rédiger Germinal.

## Adaptation

### Adaptation cinématographique
- Les Indes noires par Michel Verne, avec Renée Sylvaire, Les Films Eclair, 1917[12].

### Adaptation télévisée
Les Indes noires a été adapté pour la télévision, dans un téléfilm également intitulé les Indes noires, diffusé le 25 décembre 1964 à la télévision française et réalisé par Marcel Bluwal, et dont les principaux acteurs étaient :
- Alain Mottet : James Starr
- Georges Poujouly : Harry Ford
- André Valmy : Simon Ford
- Jean-Pierre Moulin : Jack Ryan
- Geneviève Fontanel : Maggie
- Paloma Matta : Nell
- Yvette Étiévant : Madge
- Christian Barbier : Silfax

Cette adaptation est incluse dans un coffret 2 DVD édité en 2012 par l'INA dans sa collection Les Inédits fantastiques. Le coffret propose également Maître Zacharius de Pierre Bureau et Le Secret de Wilhelm Storitz de Éric Le Hung.

### Adaptation en BD
- Les Indes noires a été adapté en BD en 2013 aux éditions Le sphinx des glaces
  - Scénario et dialogues : Marc Jakubowski.
  - Dessins : Éric Rückstühl.
  - 1re titre de la collection Jules Verne et ses Voyages.

## Citations
- « — Aurais-tu quelque regret d'avoir abandonné le sombre abîme dans lequel tu as vécu pendant les premières années de ta vie, et dont nous t'avons retirée presque morte ?
— Non, Harry, répondit Nell. Je pensais seulement que les ténèbres sont belles aussi. Si tu savais tout ce qu'y voient des yeux habitués à leur profondeur ! Il y a des ombres qui passent et qu'on aimerait à suivre dans leur vol ! Parfois ce sont des cercles qui s'entrecroisent devant le regard et dont on ne voudrait plus sortir ! Il existe, au fond de la houillère, des trous noirs, pleins de vagues lumières. Et puis, on entend des bruits qui vous parlent ! Vois-tu, Harry, il faut avoir vécu là pour comprendre ce que je ressens, ce que je ne puis t'exprimer ! »[13]
- « Depuis ce temps, Nell ne le revoyait qu'à de longs intervalles, planant au-dessus du lac Malcolm.
Voulait-il revoir son amie d'autrefois ? Voulait-il plonger ses regards pénétrants jusqu'au fond de l'abîme où s'était englouti Silfax ?
Les deux versions furent admises, car le harfang devint légendaire, et il inspira à Jack Ryan plus d'une fantastique histoire.
C'est grâce à ce joyeux compagnon qu'on chante encore dans les veillées écossaises la légende de l'oiseau du vieux Silfax, l'ancien pénitent des houillères d'Aberfoyle. »[14]